# Rechtbank Oost-Brabant
De Rechtbank Oost-Brabant is een van de elf rechtbanken in Nederland. De rechtbank is feitelijk een voortzetting van de oude rechtbank 's-Hertogenbosch per 1 januari 2013. Het bestuur van de rechtbank is gevestigd in 's-Hertogenbosch. Daarnaast heeft de rechtbank een zittingsplaats in Eindhoven. De voormalige kantongerechten in Helmond en Boxmeer vielen ook onder Rechtbank Oost-Brabant tot ze in 2013 zijn gesloten. Hoger beroep tegen beslissingen van de rechtbank kan worden ingesteld bij het Gerechtshof 's-Hertogenbosch, voor bestuurszaken bij de Centrale Raad van Beroep, het College van Beroep voor het bedrijfsleven of de Raad van State.

## Geschiedenis

### 1838-1877
De huidige rechtbank is de voortzetting van de rechtbank 's-Hertogenbosch. Deze werd in 1838 opgericht als rechtbank voor het eerste arrondissement van de provincie Noord-Brabant. Het toenmalige arrondissement was verdeeld in negen kantons: 's-Hertogenbosch, Oss, Grave, Heusden, Tilburg, Boxtel, Waalwijk, Veghel en Boxmeer. In de eerste periode, tot 1877, was hoger beroep mogelijk bij het provinciaal gerechtshof dat ook in Den Bosch zetelde.

## Rechtsgebied
Het arrondissement omvat het oostelijk deel van de provincie Noord-Brabant, meer in het bijzonder het grondgebied van de gemeenten: Asten, Bergeijk, Bernheze, Best, Bladel, Boekel, Boxtel, Cranendonck, Deurne, Eersel, Eindhoven, Geldrop-Mierlo, Gemert-Bakel, Heeze-Leende, Helmond, 's-Hertogenbosch, Heusden, Laarbeek, Land van Cuijk, Maashorst, Meierijstad, Nuenen, Gerwen en Nederwetten, Oirschot, Oss, Reusel-De Mierden, Sint-Michielsgestel, Someren, Son en Breugel, Valkenswaard, Veldhoven, Vught en Waalre.

## Websites
- Rechtbank Oost-Brabant